# Bố Đại
Bố Đại (tiếng Trung: 布袋) là một Thiền sư Trung Quốc ở thế kỷ thứ 10. Tương truyền sư hay mang trên vai một cái túi vải bố, có nhiều phép mầu và có những hành động lạ lùng mang tính chất "cuồng thiền". Lúc viên tịch, sư mới thổ lộ cho biết chính sư là hiện thân của Di-lặc, vị Phật tương lai.

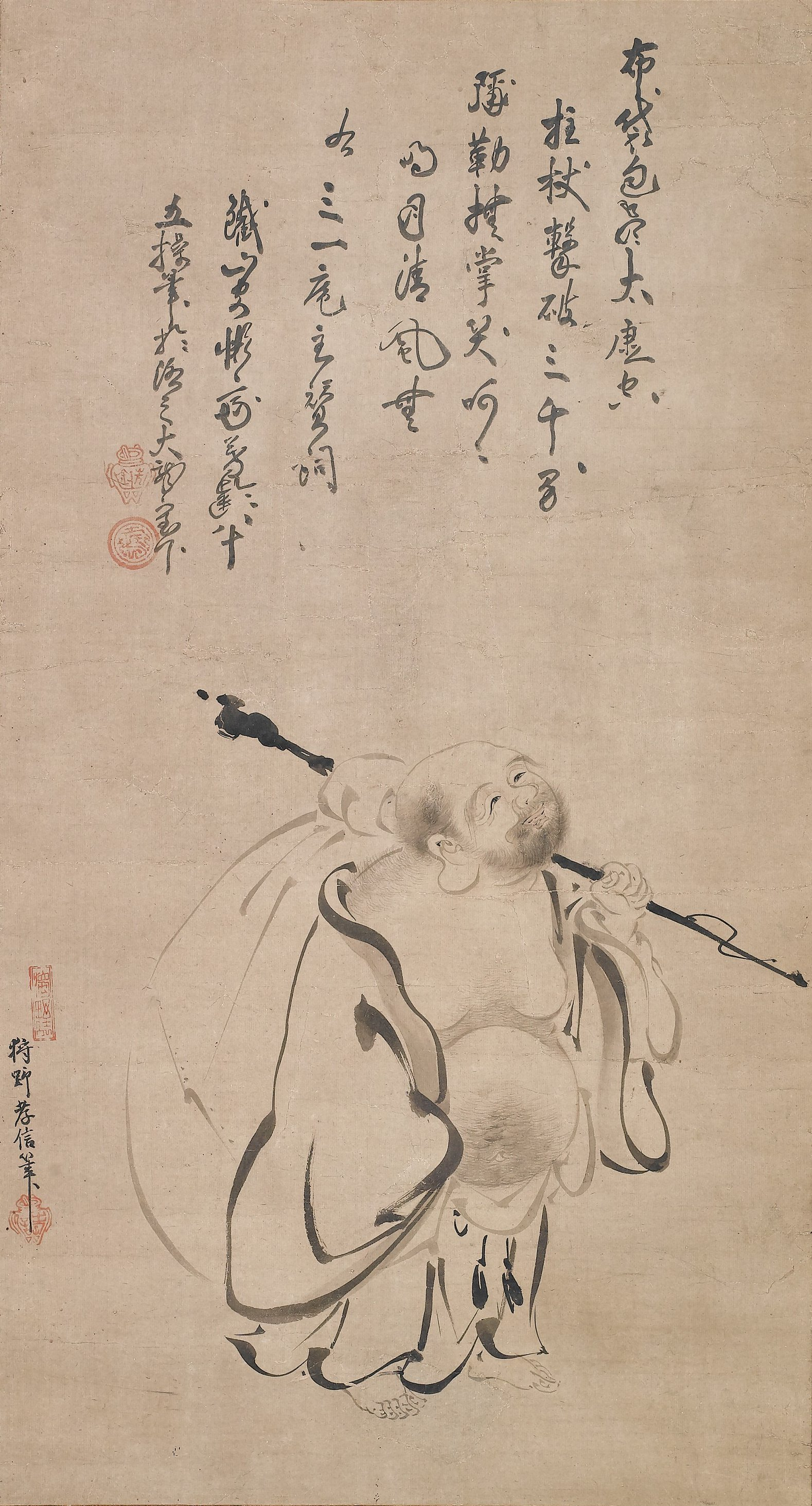
Bố Đại (Hotei trong tiếng Nhật), tranh vẽ của Kano Takanobu, 1616

Trong nhiều chùa tại Trung Quốc và Việt Nam, và theo ảnh hưởng của Phật giáo Trung Hoa và Bắc Tông, người ta hay trình bày tượng Di-lặc dưới dạng của Bố Đại mập tròn vui vẻ (Tiếu phật), có trẻ em vây quanh. Trong tiếng Nhật, Bố Đại được gọi là Hotei, một trong Thất Phúc Thần (七福神 Shichi Fukujin?) là bảy vị thần mang lại may mắn trong thần thoại và văn hóa dân gian Nhật Bản.

## Thân thế
Bố Đại ở Phụng Hóa Minh Châu triều Lương đời Ngũ Đại, tự xưng là Khế Thử (tiếng Trung: 契此). Hình dạng sư thì lùn, mập, nói năng tự tại, ăn ngủ tùy tiện. sư thường mang một bao bố trên vai để bỏ vào đó những vật người cúng dường. Sư được quần chúng mến phục vì có tài tiên tri thời tiết mưa nắng. Một khi sư ngủ ngoài đường, mọi người biết trời sẽ tốt, ngược lại lúc sư đi giày dép và kiếm chỗ tạm trú thì trời sẽ mưa.
Tính tình của sư rất "ngược đời", được cho là theo tinh thần Thiền tông. Trả lời câu hỏi già trẻ bao nhiêu, sư nói "già như hư không". Giữa chợ, có người hỏi tìm gì, "ta tìm con người", sư trả lời. Một hôm có vị tăng đi phía trước, sư liền vỗ vai ông ta nói: "Cho tôi xin một đồng tiền". Vị tăng bảo: "Nói được thì tôi cho ông một đồng tiền", sư liền bỏ bao xuống đất đứng im lặng khoanh tay.
Sư có nhiều thần thông, ngủ ngoài tuyết, tuyết không rơi vào mình. Trước khi tịch, sư ngâm câu kệ:
| 彌勒真彌勒 分身千百億 時時示時人 時人自不識 | Di-lặc, Chân Di-lặc Phân thân thiên bách ức Thời thời thị thời nhân Thời nhân tự bất thức. | Di-lặc, chân Di-lặc Phân thân trăm ngàn ức Luôn luôn bảo người đời Người đời tự chẳng biết. |

Sau khi chết, có người vẫn thấy sư ở nơi khác tại Trung Quốc. Người đời sau vẽ lại hình sư với bị gạo và từ đó tạo ra hình Bồ Tát Di-lặc, ngày nay thường thấy ở nhiều quốc gia chịu ảnh hưởng Phật giáo Bắc tông.

## Hình ảnh

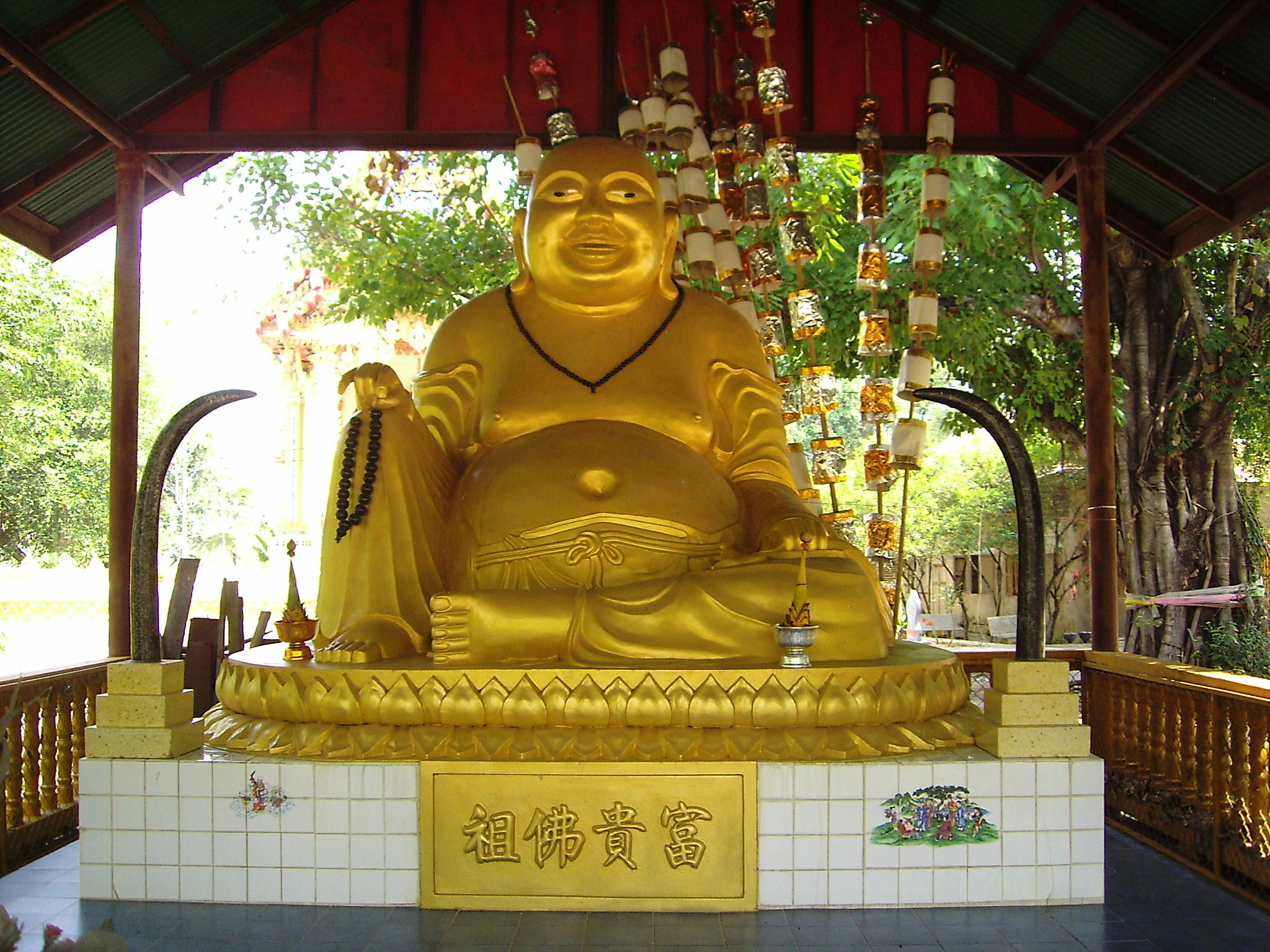
Tượng Bố Đại (trong tiếng Thái là Phra Sangkrachai พระสังกระจาย) ở ngôi chùa người Hoa Wat Don Phra Chao ở thành phố Yasothon, Thái Lan
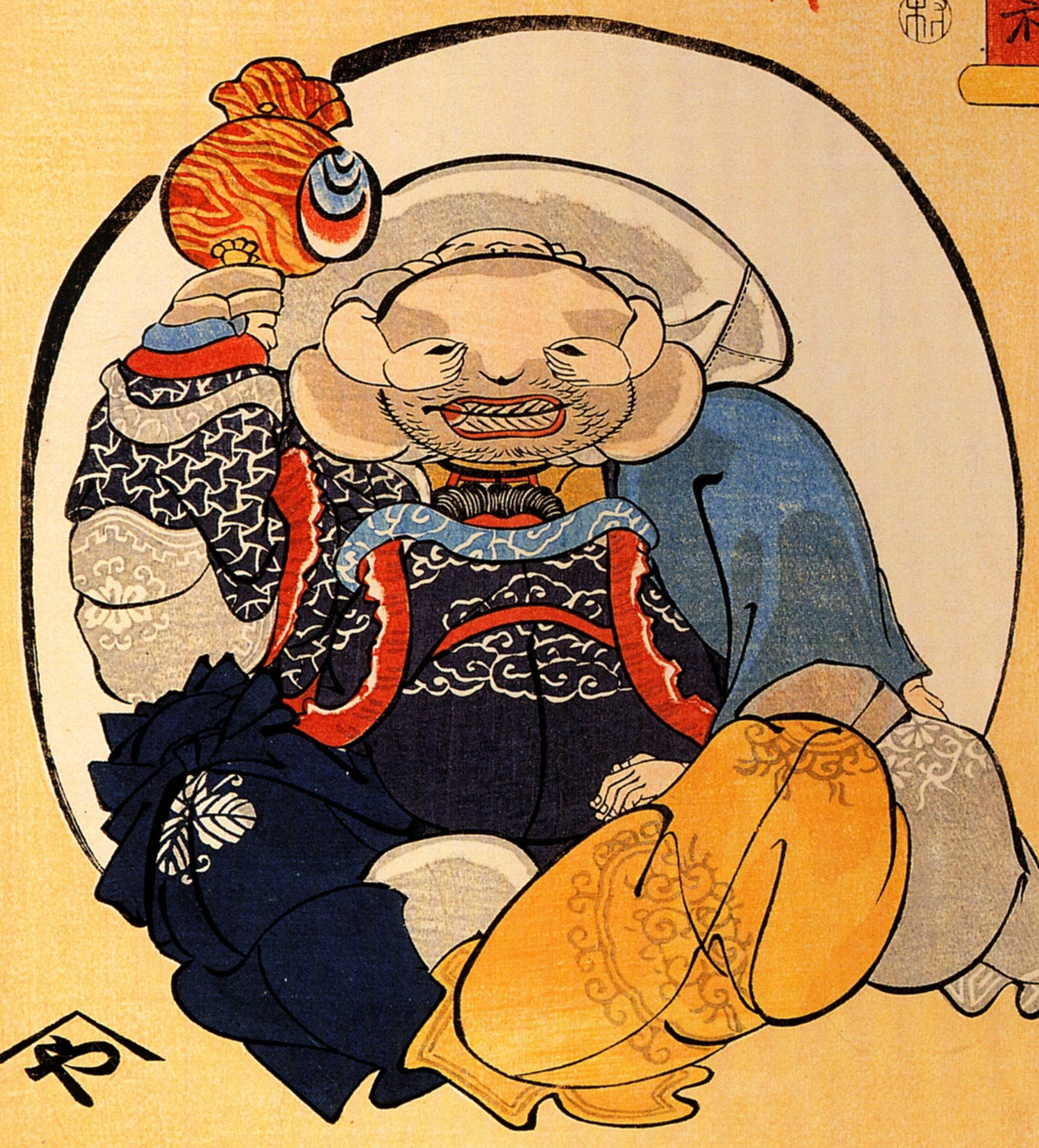
Bố đại (Hotei trong tiếng Nhật), tranh vẽ Nhật Bản, của Utagawa Kuniyoshi (1797–1861)
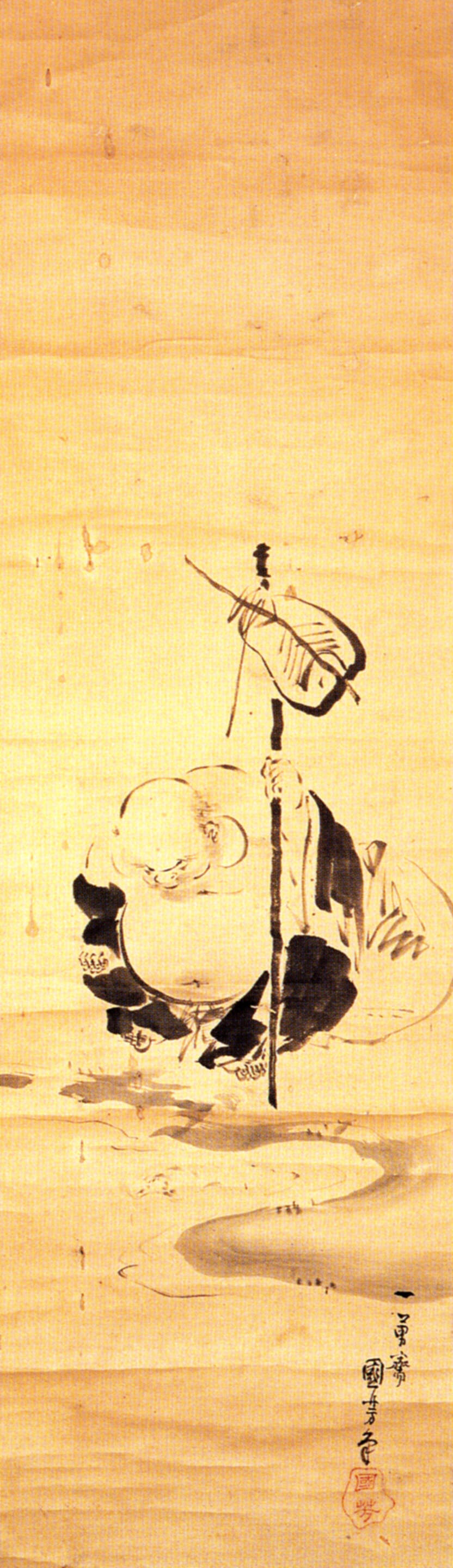
Hotei (1 trong 7 Thần may mắn), tranh vẽ của Utagawa Kuniyoshi (1797–1861)
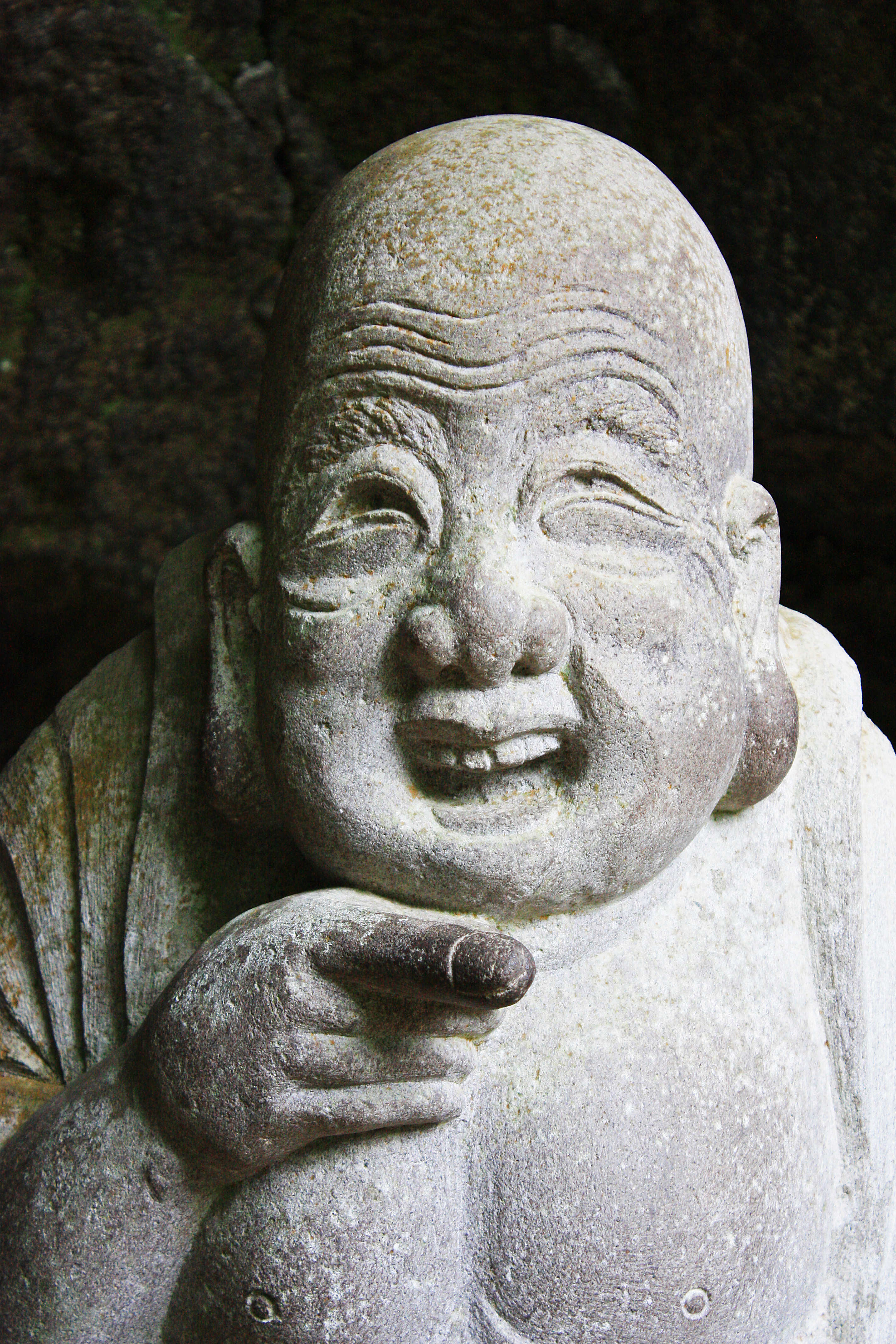
Tượng Bố Đại tại Kanagawa, Nhật Bản
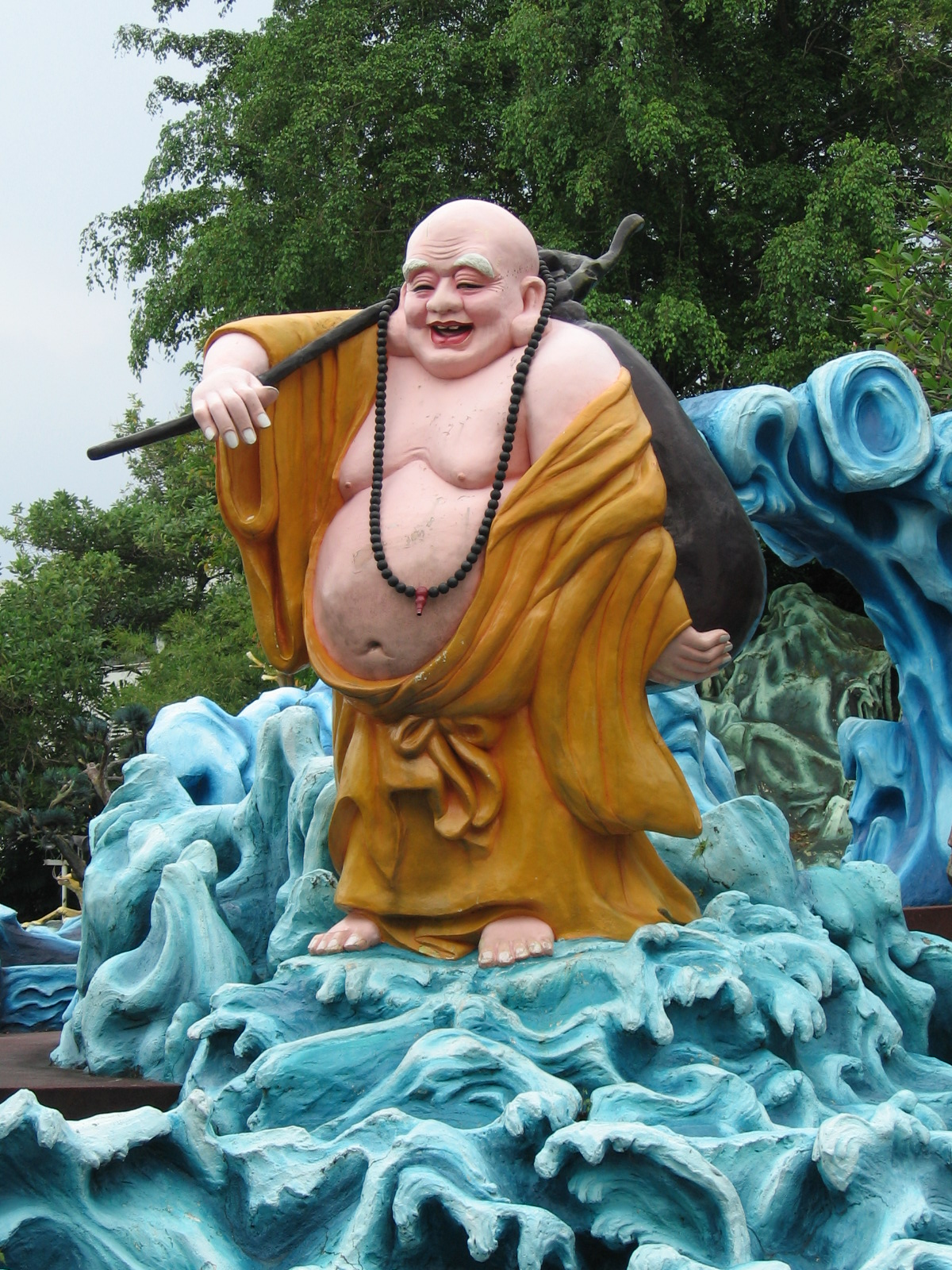
Tại Singapore
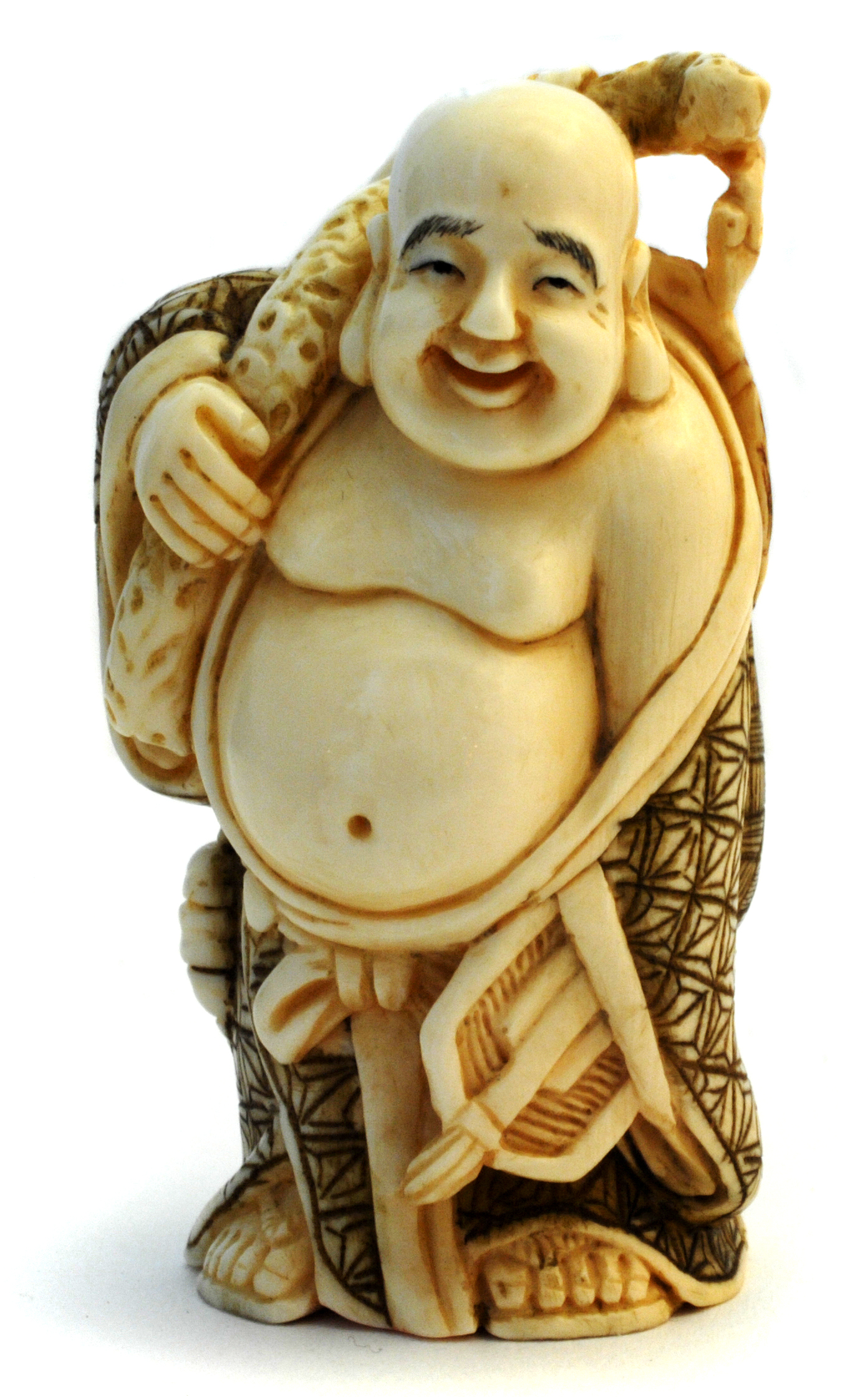
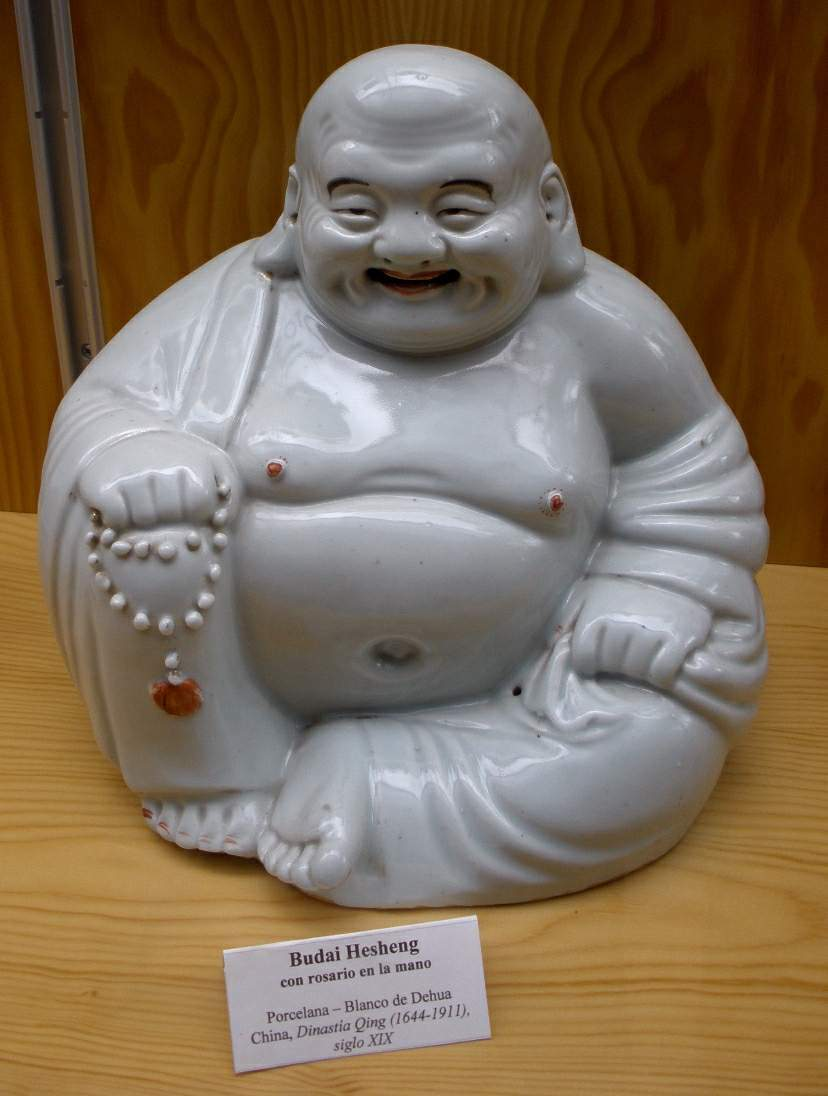
Avila - Tu viện Hoàng gia Santo Tomas, Bảo tàng Nghệ thuật Phương Đông
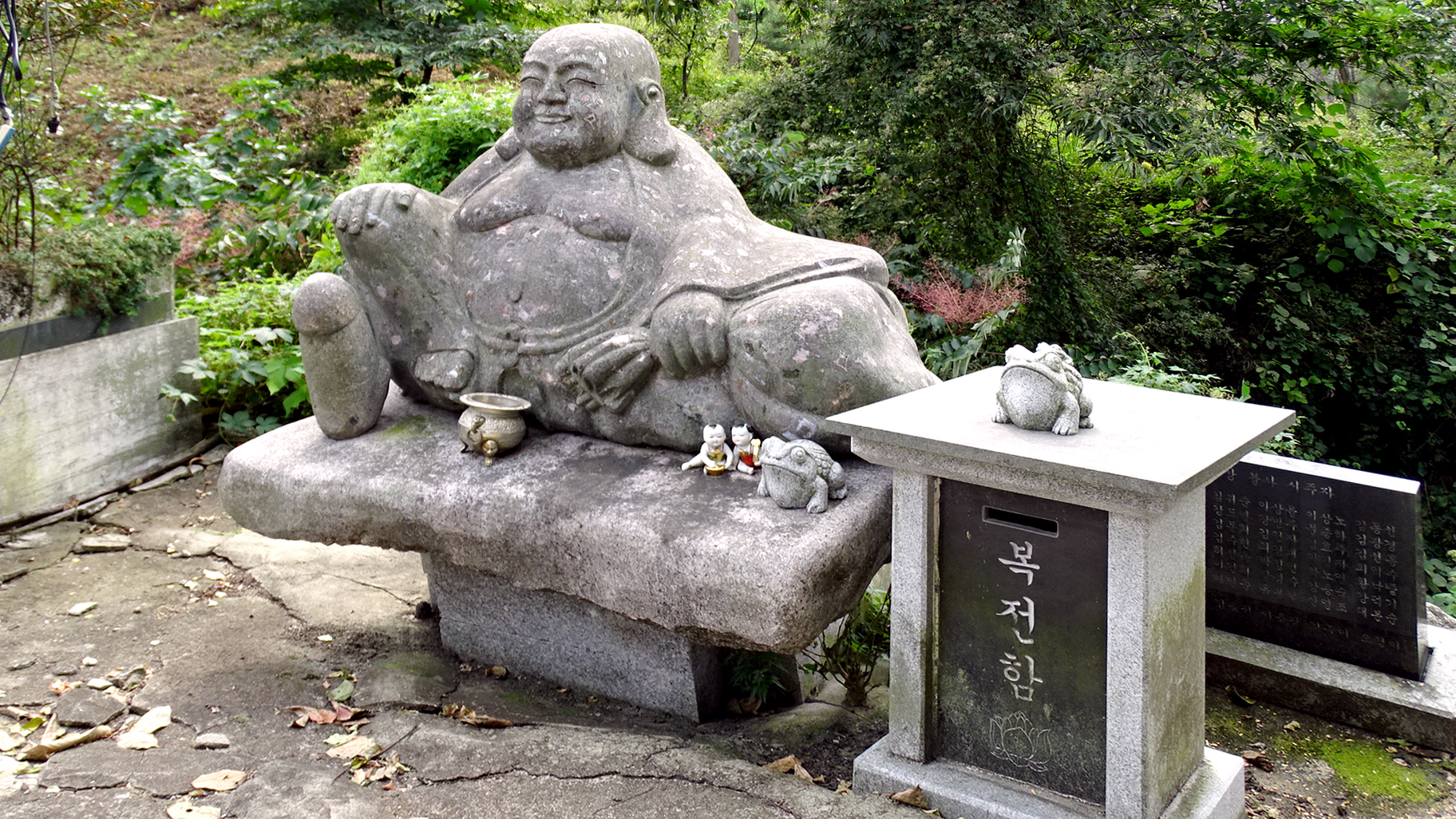
Ở chùa Cheonbulsa, Chungcheongnam-do, Hàn Quốc
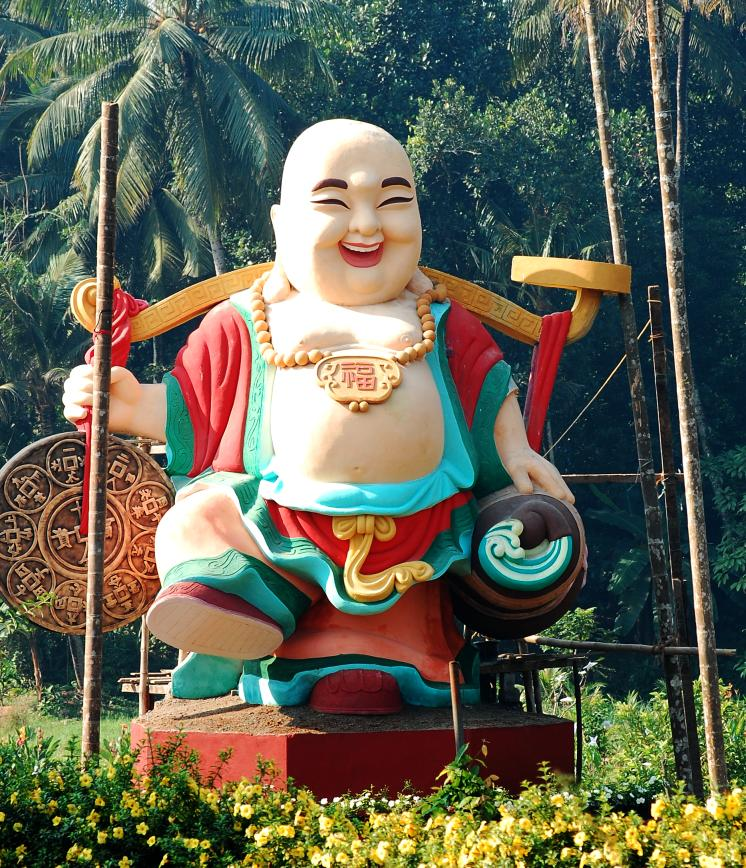
Kerala, Ấn Độ
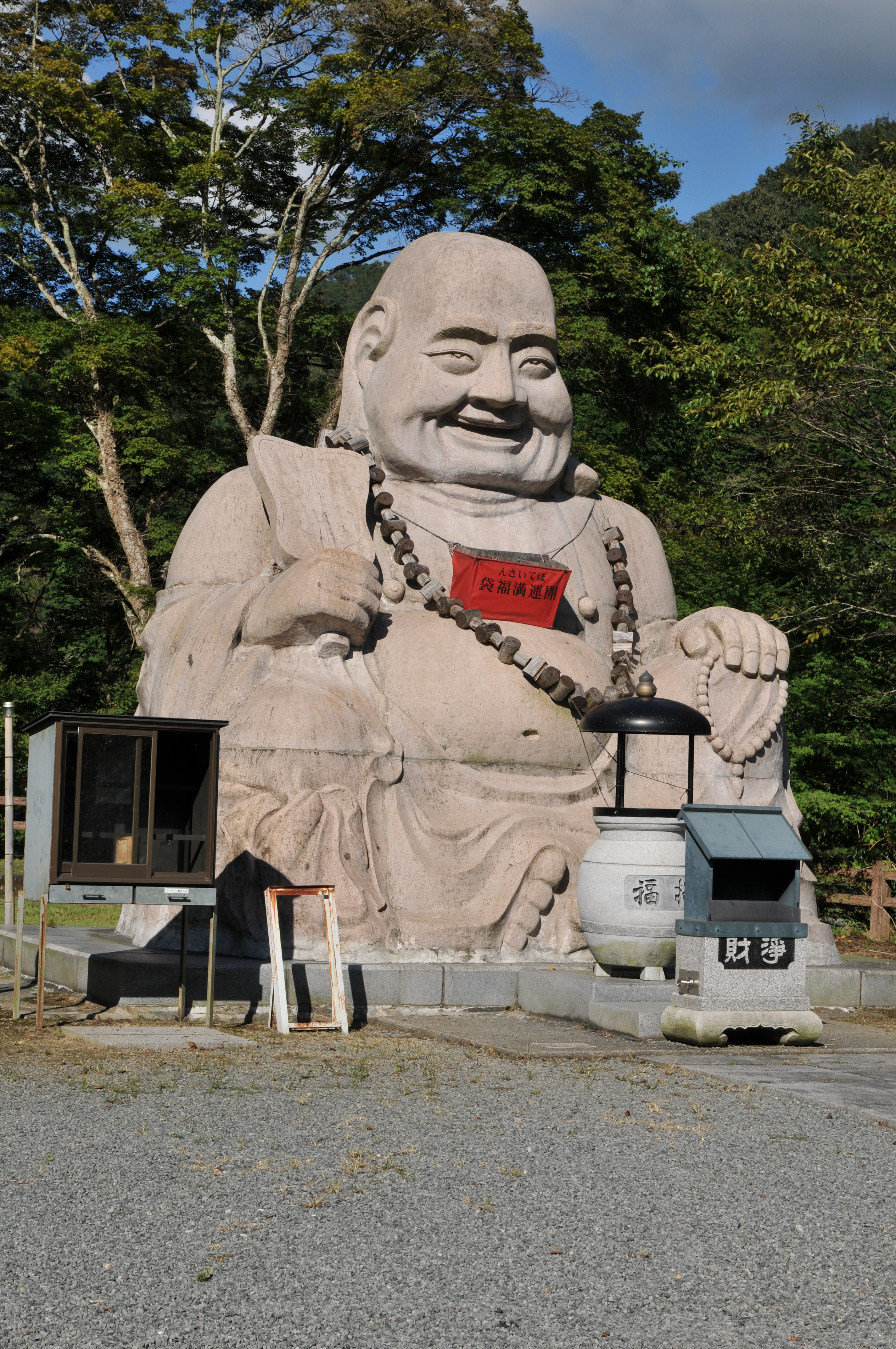
Himeji, Nhật Bản
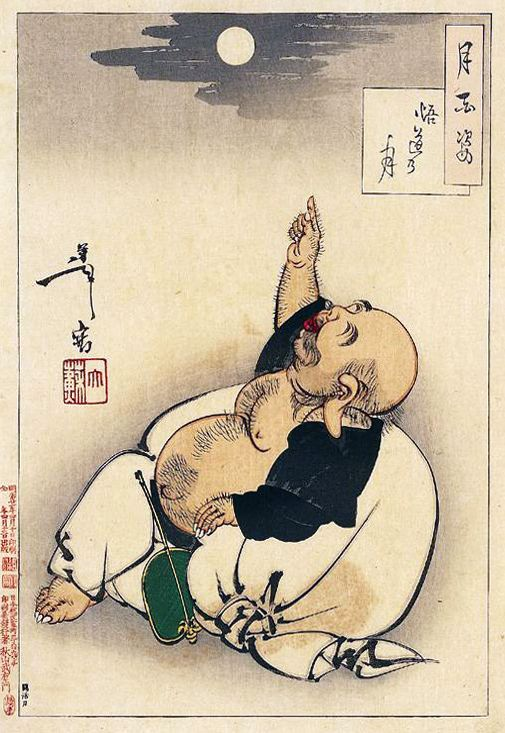
Tranh vẽ của Tsukioka Yoshitoshi, 1885–1891
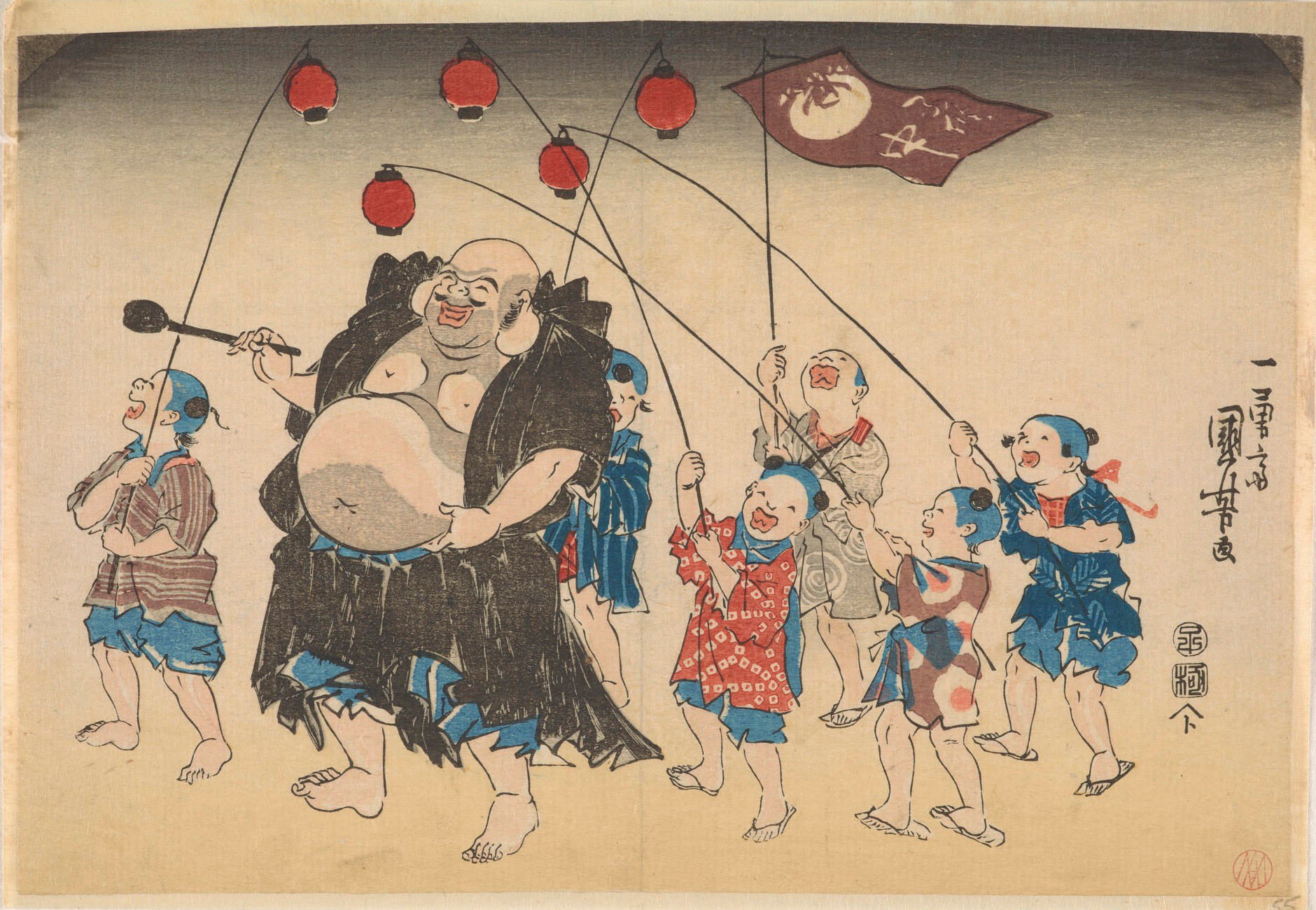
Tranh vẽ của Utagawa Kuniyoshi, thế kỷ 19

Như là hiện thân của Di Lặc

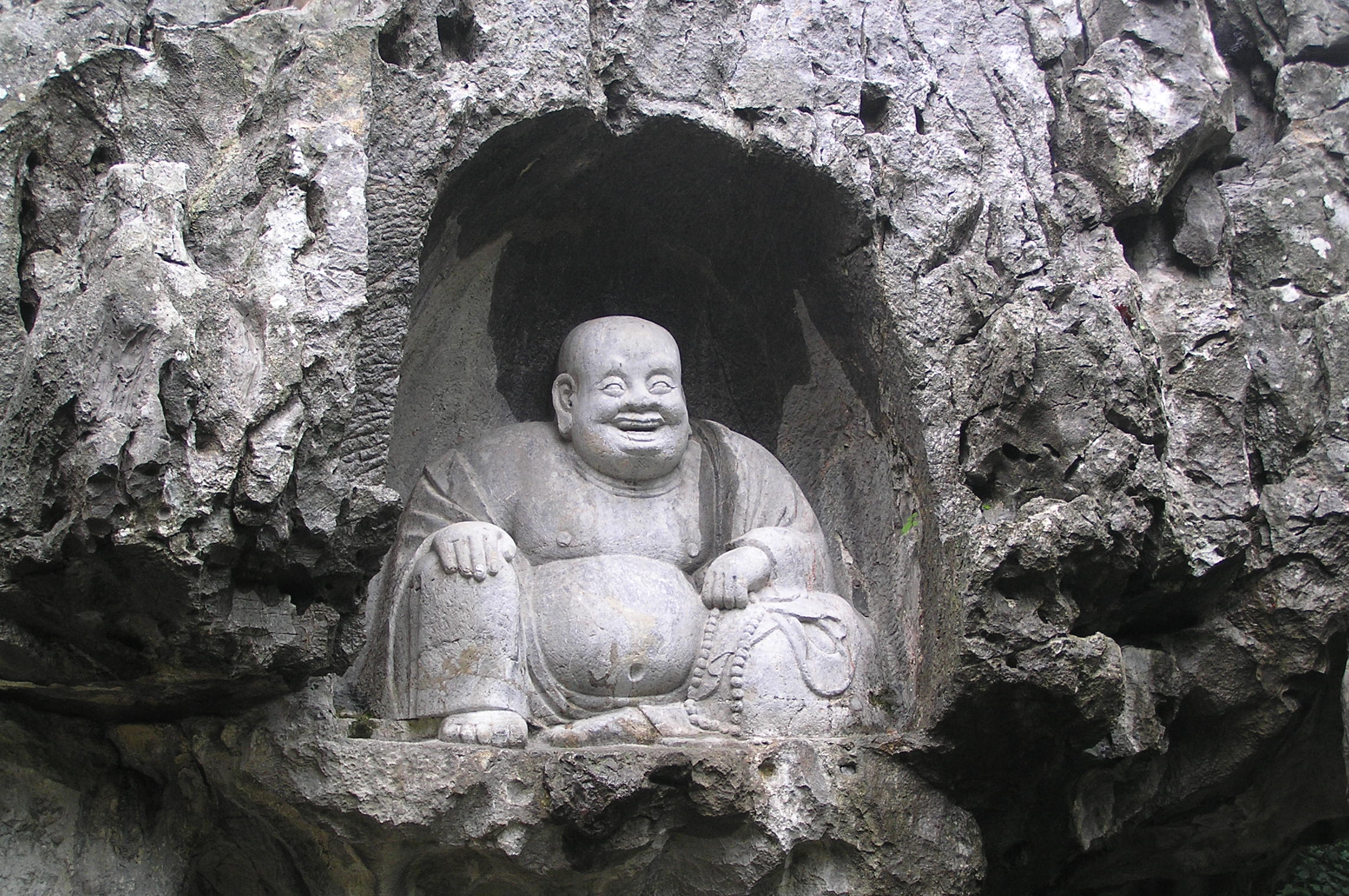
khắc vào khoảng thế kỷ 11 trong hang núi của chùa Linh Ẩn Tự tại Hàng Châu, Chiết Giang.
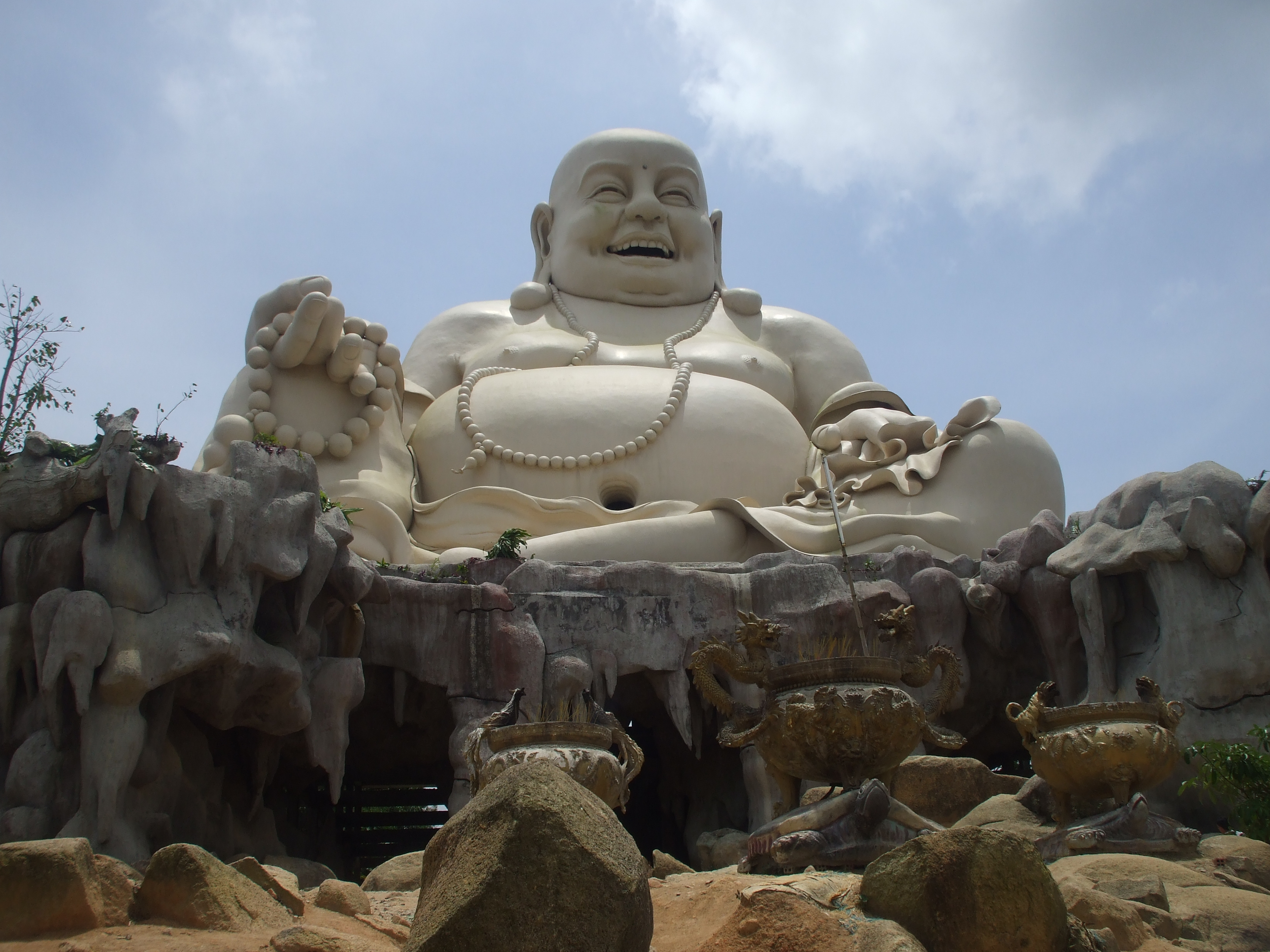
Tượng Phật Di Lặc trên đỉnh núi Cấm, An Giang, cao 33m
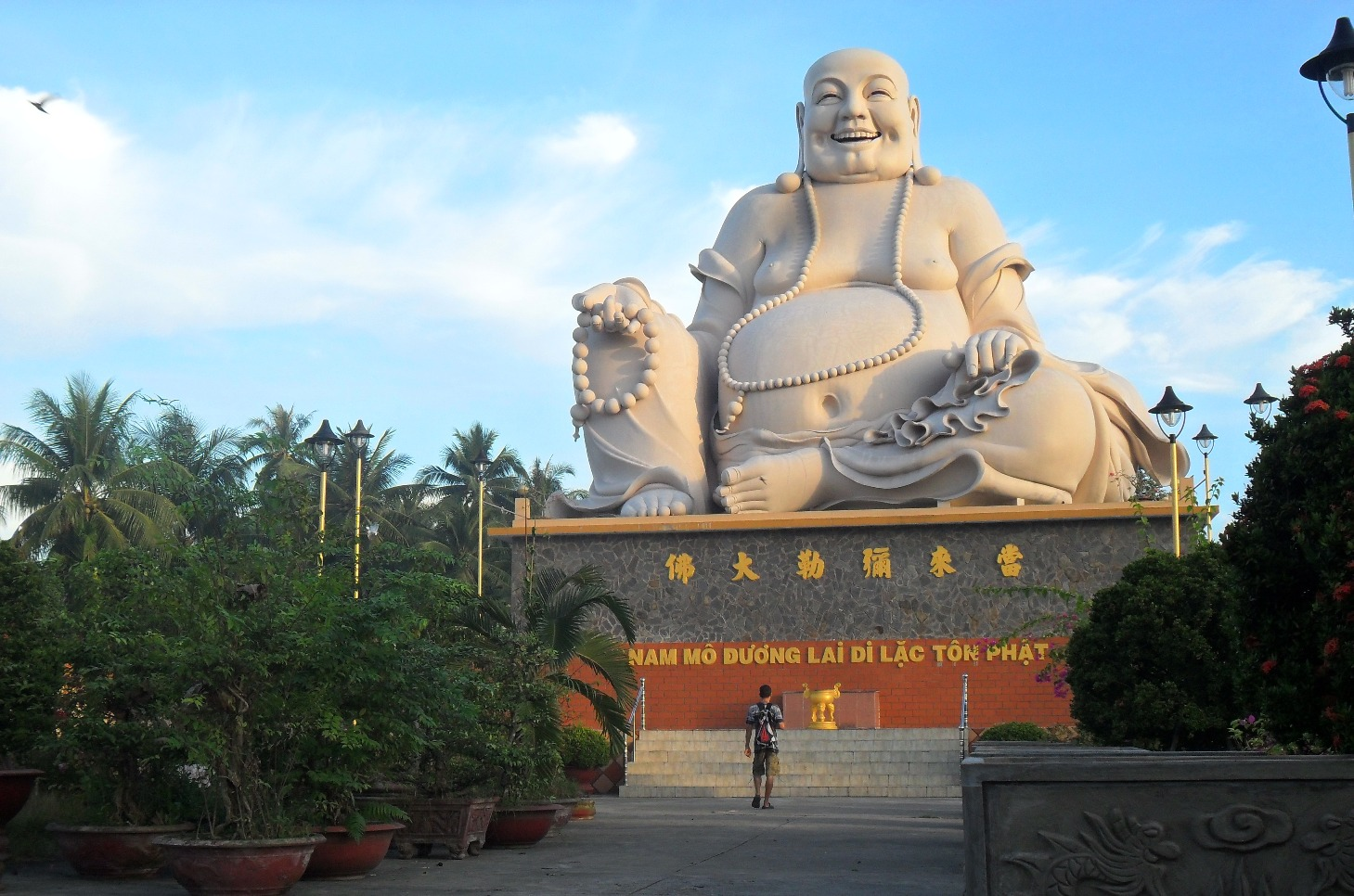
Tượng Phật Di Lặc (Bố Đại) tại Chùa Vĩnh Tràng, Mỹ Tho.
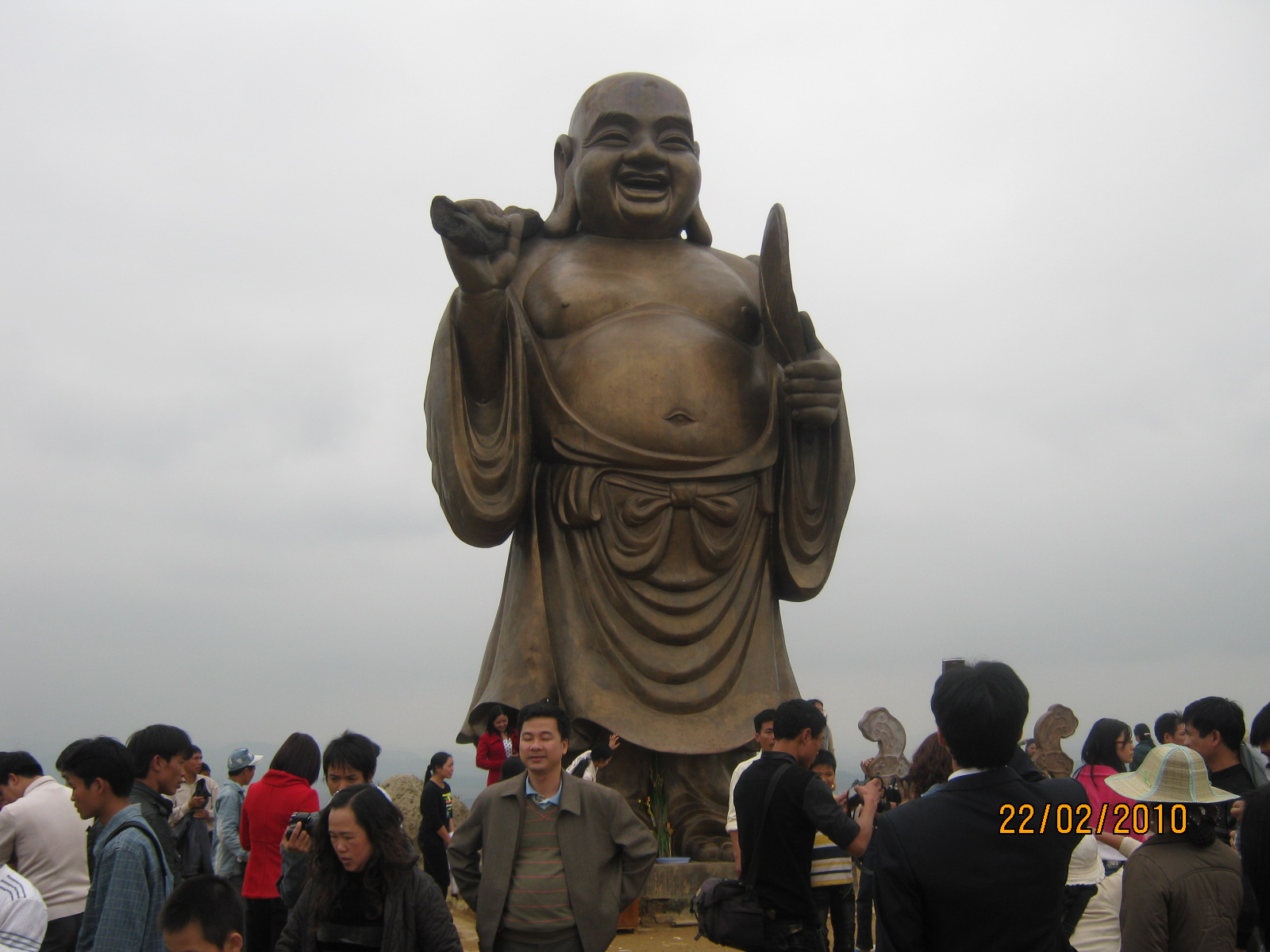
Tượng Phật Di Lặc bằng đồng trên đỉnh núi thuộc chùa Bái Đính, Ninh Bình
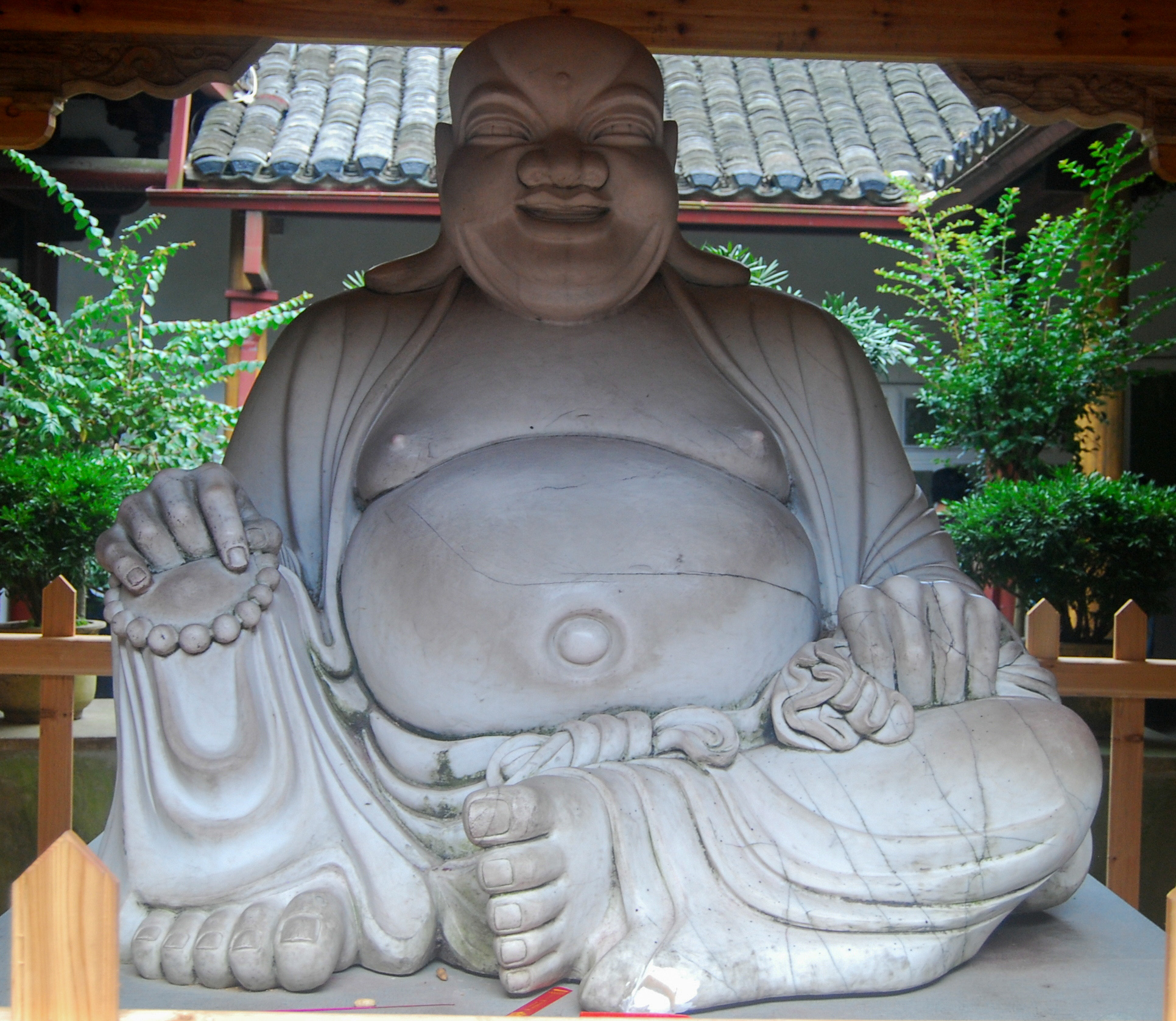
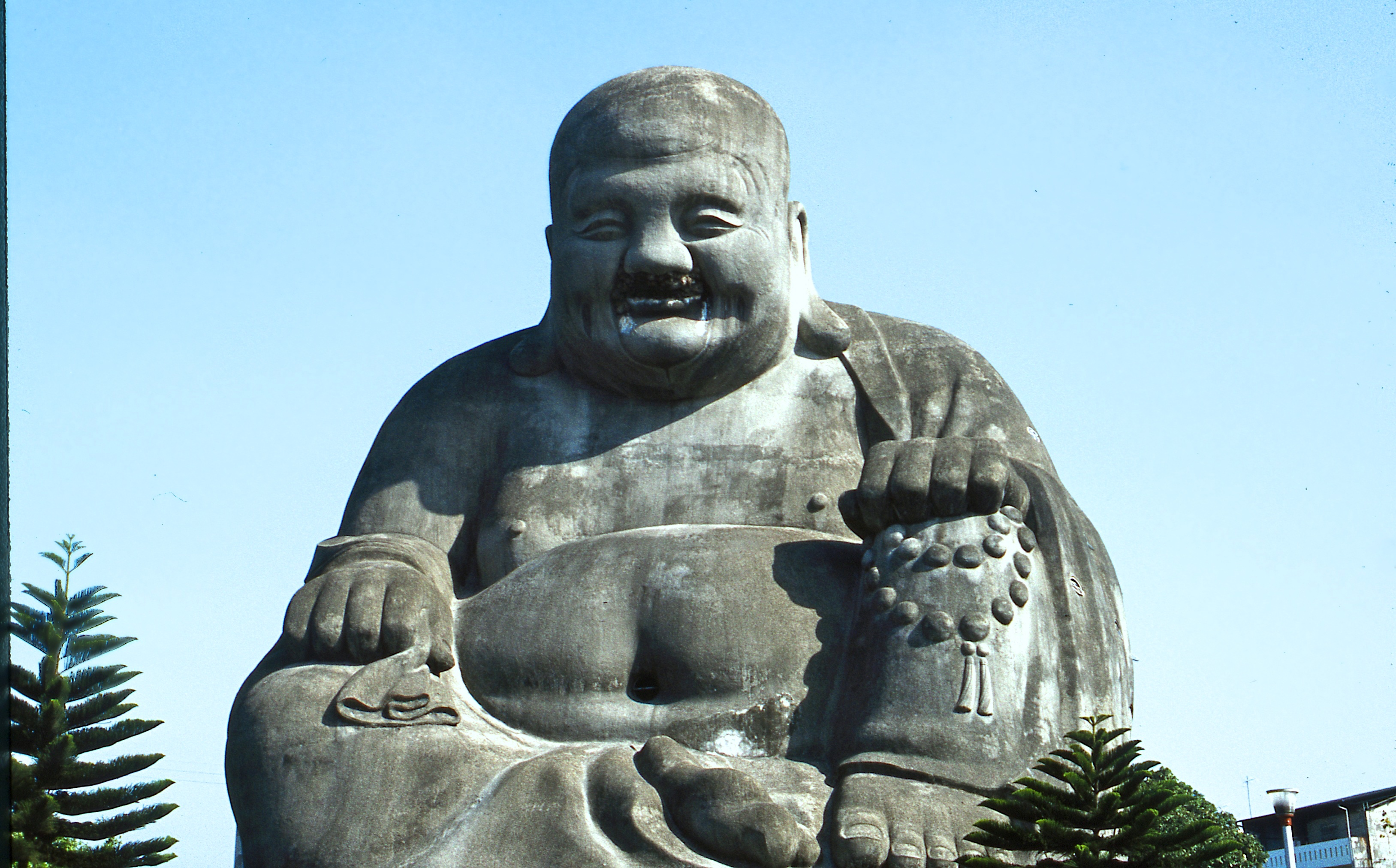
Dựng năm 1927, tại chùa Bảo Giác Thiền  (Paochueh), Đài Trung  Đài Loan
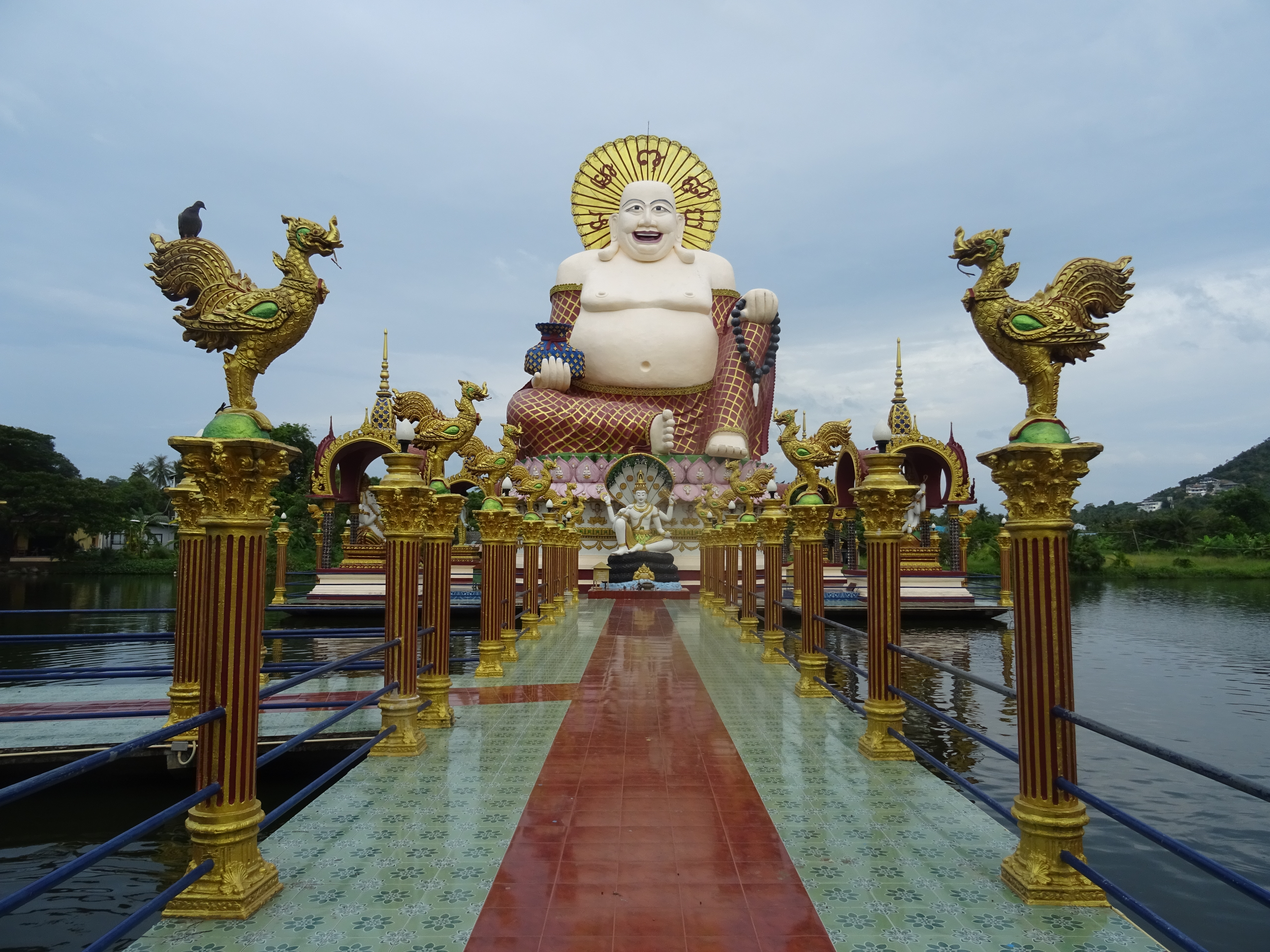
Tại chùa Wat Plai Laem, Ko Samui, Thái Lan